# Fuga dal pianeta delle scimmie
Fuga dal pianeta delle scimmie (Escape from the Planet of the Apes) è un film del 1971 diretto da Don Taylor. È il terzo capitolo cinematografico del ciclo tratto dal romanzo Il pianeta delle scimmie di Pierre Boulle.

## Trama
Prima della distruzione del pianeta a causa della bomba nucleare detonata dall'astronauta George Taylor, la coppia di studiosi scimpanzé Zira e Cornelius riesce a salvarsi andando in orbita con l'astronave affondata della squadra di Taylor (precipitata nel primo film), che è stata ripescata e riparata da un altro scimpanzé, lo scienziato Dottor Milo. L'onda d'urto dell'esplosione della Terra manda l'astronave a ritroso nel tempo facendo precipitare le tre scimmie sulla Terra nel passato, nel 1973.
Nonostante la loro presenza sia inizialmente ammirata, Zira, Cornelius e Milo vengono scortati allo zoo di Los Angeles e messi in gabbia come animali comuni dall'esercito americano, teorizzando che i tre facciano parte di qualche esperimento dell'URSS per l'esplorazione spaziale. Le tre scimmie vengono messe sotto l'osservazione di due veterinari, Stephanie Branton e Lewis Dixon, e decidono di non rivelare né la loro capacità di parlare né il futuro scenario post-apocalittico del pianeta delle scimmie. Purtroppo la loro capacità di parlare viene scoperta durante un esame per via dell'impazienza di Zira. Durante il litigio tra le tre scimmie che segue, il Dottor Milo viene ucciso da un gorilla che si trovava nella gabbia adiacente.
Nel frattempo, viene formata una commissione presidenziale per indagare il ritorno della navicella spaziale di Taylor e di come le tre scimmie antropomorfe ne abbiano preso il posto. Portati dinanzi alla commissione, Cornelius e Zira rivelano pubblicamente la loro capacità di parlare. Il Consiglio gli domanda di Taylor, ma Cornelius e Zira mentono dicendo di non saperne nulla, limitandosi ad ammettere di essere sfuggiti da una futura guerra che aveva sconvolto la Terra. I due scimpanzé vengono accolti come ospiti d'onore. Le uniche persone alle quali Cornelius e Zira raccontano la verità circa Taylor e il futuro pianeta delle scimmie sono Stephanie e Lewis i quali, sebbene inizialmente scioccati, promettono alla coppia di primati di mantenere il segreto.
In breve tempo Cornelius e Zira vengono venerati come celebrità, ricevendo svariate lusinghe e l'attenzione dei mass media, e diventano così il centro dell'attenzione del consulente scientifico della Casa Bianca, il Dr. Otto Hasslein, il quale scopre che Zira è incinta e per questo teme per il futuro della razza umana. Hasslein rapisce Zira dopo averla fatta ubriacare con dello champagne (che egli ha spacciato per succo d'uva) e in seguito prende possesso anche di Cornelius dopo aver convinto la commissione che i due necessitano di altri esami. Durante il duro interrogatorio, Hasslein vuole sapere cosa abbia causato l'evoluzione delle scimmie e l'oppressione della razza umana nel futuro. Cornelius gli dice che l'umanità andrà incontro alla sua caduta e che la Terra è stata distrutta da un'arma creata da loro, insistendo che gli uomini hanno l'abitudine di distruggere e uccidere i propri simili. Zira invece afferma che i gorilla hanno incominciato la guerra, gli oranghi li hanno sostenuti e gli scimpanzé non avevano partecipato al conflitto.
Cornelius rivela infine che secondo i loro vecchi testi storici, duemila anni prima della civiltà delle scimmie, ci fu una epidemia che uccise tutti i cani e i gatti del pianeta. Benché si dicesse che l'uomo ne fosse immune, egli fu costretto a uccidere i cani e i gatti sopravvissuti affinché il contagio non si diffondesse. Dopo che il contagio fu tenuto sotto controllo, l'uomo si ritrovò senza animali domestici, portandolo molto probabilmente a una terribile depressione. Alla fine trovò le scimmie come sostituto di cani e gatti. Inizialmente l'uomo le teneva in gabbia, ma poi cominciò a farle circolare liberamente per la propria casa mentre esse cominciavano progressivamente a reagire al linguaggio umano. Circa due secoli dopo, le scimmie si evolvettero a compiere azioni di coscienza propria. Tuttavia l'uomo passò a trattare le scimmie come schiave, usandole per fargli svolgere qualsiasi mansione. Altri tre secoli dopo le scimmie si rivoltarono contro i loro padroni avendo appreso la loro condizioni di schiavi e di come collaborare insieme formando gruppi sempre più numerosi. Cornelius spiega infine che, in quel periodo, una scimmia si fece avanti e che essa parlava la lingua umana, dicendo apertamente la parola "NO" contro gli umani che per lungo tempo gli avevano fatto imprimere nella memoria con terrore. L'interrogatorio desta però dei sospetti in quanto Zira ha accidentalmente affermato di aver dissezionato degli umani durante la sua carriera dopo essere stata sottoposta al siero della verità.
Zira e Cornelius vengono messi in confinamento; lui è furioso per come vengano maltrattati, ma Zira gli ribatte dicendo che in fondo loro trattavano gli uomini come ora vengono trattati da loro, comprendendo quindi ciò che Taylor provava verso le scimmie. Intanto il Dottor Hasslein incontra il Presidente degli Stati Uniti con il quale confida le sue conclusioni circa il fatto che il figlio di Cornelius e Zira e della stirpe di scimmie intelligenti che ne verrà saranno la causa del disastroso futuro della Terra. Il presidente allora concede al dottore di sopprimere la scimmia nascitura e sterilizzare la coppia. Accecato dalla rabbia quando questo si riferisce a suo figlio come "bestiolina", Cornelius uccide accidentalmente il piantone del rancio giornaliero e riesce così a scappare dal centro con Zira per poi incontrarsi con Stephanie e Lewis, che in seguito nascondono i due al circo del Señor Armando. Qui Zira dà alla luce suo figlio, nominato Milo.
Nel frattempo le autorità incominciano a perquisire tutti gli zoo e i circhi; costretti alla fuga, Cornelius e Zira si nascondono in un porto adibito a deposito di navi in disarmo, ma vengono rintracciati rapidamente da Hasslein e dalla polizia. A bordo di una nave ormeggiata Zira viene ferita mortalmente da Hasslein che spara anche al piccolo. Furioso, Cornelius uccide Hasslein rimanendo però a sua volta vittima di una raffica di mitra sparata dalla polizia. Sfruttando le sue ultime forze, Zira getta suo figlio in mare e si trascina vicino a Cornelius per morire al suo fianco.
Nel finale si scopre che quello che Hasslein credeva il figlio di Zira e Cornelius era in realtà Salomè, la figlia neonata di Eloise, un altro scimpanzé, in quanto il vero figlio delle due scimmie è rimasto al circo, sotto la custodia di Armando.